# Slavko Dokmanović
Slavko Dokmanović, szerb cirill betűkkel: Славко Докмановић (1949. december 14. – 1998. június 29) horvátországi szerb volt, akit a Hágai Nemzetközi T9örvényszék azzal vádol, hogy súlyosan megsértette a genfi egyezményeket, a háborús szokásjogot, és emberiesség elleni bűncselekményeket követett el a vukovári csata alatt, mikor ő volt a város  polgármestere.
Dokmanovićnak két vád miatt kellett bíróság elé állnia. A GROM lengyel speciális erők tagjai tartóztatták le 1997-ben, amikor is egyetlen vádpontban sem vallotta magát bűnösnek. Azonban 1998 június 29-én felakasztotta magát a cellájában, tárgyalása pedig ítélet nélkül zárult. A vádlottak között volt még Mile Mrkšić, Veselin Šljivančanin és Miroslav Radić, is, akik mind a mészárlásban betöltött szerepük miatt álltak bíróság elé. 